# كيفن لونغ (لاعب كرة قدم أمريكية)
كيفن لونغ (بالإنجليزية: Kevin Long)‏ هو لاعب كرة قدم أمريكية أمريكي، ولد في 20 يناير 1955 في كلينتون في الولايات المتحدة.

## وصلات خارجية
- كيفن لونغ على موقع مرجع كرة القدم المحترفة.كوم (الإنجليزية)